# Blizzard Ski

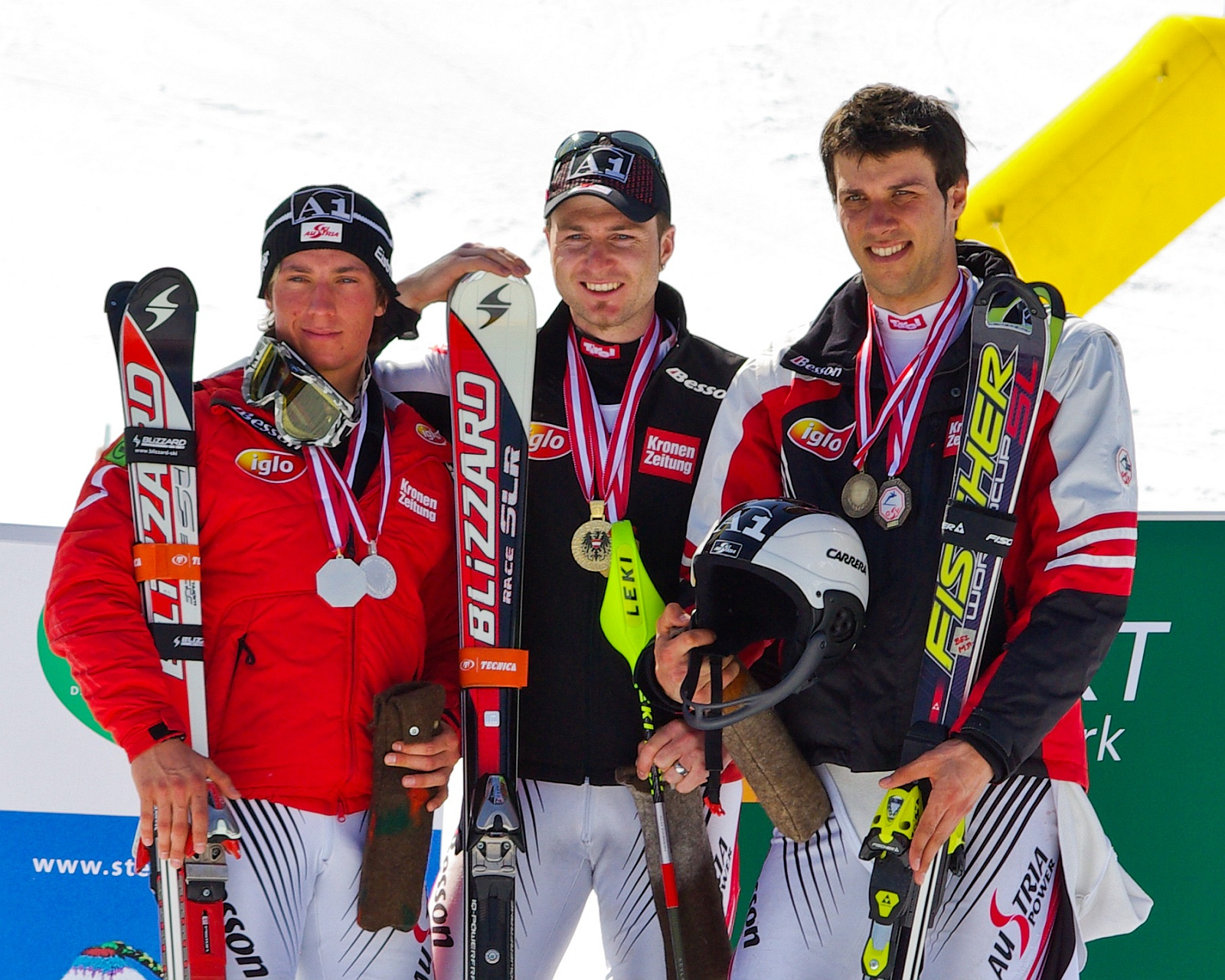
Het podium van het Oostenrijks slalomkampioenschap 2008, met winnaar Reinfried Herbst (midden) en tweede Marcel Hirscher (links) op Blizzard Ski. Rechts: Mario Matt (3e), toen op Fischer skies maar vanaf 2010 ook op Blizzard.

Blizzard Ski is een bedrijf dat skilatten voor alpineskiën produceert in  Oostenrijk en Duitsland. Het bedrijf werd opgericht in 1945 door Anton Arnsteiner te Mittersill. Hier bevindt zich tevens nog altijd de hoofdzetel van het bedrijf en een deel van de productie; het andere deel van de productie is verhuisd naar Oekraïne. In 1953 werd de merknaam "Blizzard Ski" geregistreerd.
Sedert 2006 is Blizzard een onderdeel van de Italiaanse Tecnica Group, waartoe ook het skimerk Nordica en Nitro Snowboards behoren.
Blizzard Ski heeft in zijn geschiedenis vele Oostenrijkse en internationale topskiërs van materiaal voorzien, waaronder Franz Klammer, de Zwitser Peter Müller, de Zwitserse Marie-Therese Nadig, Michaela Dorfmeister, Reinfried Herbst, Marcel Hirscher, Mario Matt en Romed Baumann.